# Spoiwo budowlane
Spoiwo budowlane – sproszkowany materiał, który zmieszany z wodą lub inną substancją ciekłą, a także pod wpływem gazów atmosferycznych, wiąże inne materiały, uzyskując cechy ciała stałego (twardniejąc).
Jest to zwykle:
- wypalana substancja mineralna (spoiwo mineralne)
- substancja chemiczna (żywica).

Najpopularniejsze spoiwa budowlane to cement, wapno, gips. Można je podzielić następująco:
- spoiwa powietrzne – w których proces twardnienia zachodzi w powietrzu, np. wapno, gips
- spoiwa hydrauliczne (spoiwa wodotrwałe) – w których proces twardnienia zachodzi w wodzie lub na powietrzu pod wpływem wody, np. cement portlandzki, wapno hydrauliczne.

## Parametry spoiwa budowlanego
- czas wiązania
  - początek wiązania: czas od chwili nawilżenia spoiwa i jego wymieszania, w którym zaczyn utrzymuje właściwości plastyczne
  - koniec wiązania: czas uzyskania dostatecznie stwardniałego tworzywa. Zależy on od rodzaju spoiwa, ilości wody zarobowej oraz jej temperatury.